# Flemming, Koch und Ballauf
Die Ermittler Flemming, Koch und Ballauf waren ein in Düsseldorf angesiedeltes Ermittlerteam in der Fernsehreihe Tatort. Produziert wurden die Fälle vom Westdeutschen Rundfunk als Nachfolge der Fälle des Duisburger Kommissars Horst Schimanski. Gesendet wurden in der Zeit von 1992 bis 1997 insgesamt 15 Fälle, davon acht mit Klaus J. Behrendt in der Rolle des Max Ballauf, der 1994 aus dem Team ausstieg. Neben Behrendt waren Martin Lüttge in der Rolle des Kriminalhauptkommissars Bernd Flemming sowie Roswitha Schreiner als Kriminalkommissarin Miriam Koch zu sehen.

## Figuren

### Kriminalhauptkommissar Bernd Flemming
Bernd Flemming (gespielt von Martin Lüttge) ist eher ein ruhigerer Typ, der seine Fälle mehr durch Nachdenken und Kombinieren löst als durch körperlichen Einsatz. Er verfügt über eine Menge Erfahrung, ist aber menschlich eher unnahbar und spröde. Flemming wohnt auf einem Bauernhof in der Nähe von Düsseldorf, den er als Gegenpol zu seinem stressigen Job versteht und wo er sich gut entspannen kann, in der dort vorhandenen Sauna „kommen ihm häufig die besten Ideen“.
Flemming ist geschieden und lebt mit seiner Lebensgefährtin Sonja (Marlen Breitinger) zusammen, hat aber noch gelegentlich Kontakt zu seiner Ex-Frau Hilde (Kerstin de Ahna), meist wenn es um die Erziehung des gemeinsamen, fast erwachsenen Sohnes Ingo (Thomas Flach) geht. In der Folge Gefährliche Freundschaft sitzt er mit ihm in dessen Auto und raucht einen Joint. Flemming hat einen Bruder namens Karl (ebenfalls gespielt von Martin Lüttge), der als Rechtsanwalt tätig ist und als Spitzenkandidat für die Bürger-Partei kandidiert. Flemming hat kein gutes Verhältnis zu seinem Bruder, da er dessen hauptsächlich auf öffentliche Wirkung abstellendes Verhalten als unehrlich und aufgesetzt empfindet.
Flemming behält bei seinen Ermittlungen den menschlichen Aspekt im Auge, ist aber stets korrekt – allerdings mit wenigen Ausnahmen: In „Die schwarzen Bilder“ beginnt er ein Verhältnis zu einer der Hauptverdächtigen. Als sich schließlich herausstellt, dass deren Kinder einen Mord begangen haben, setzt er seine Assistentin Koch massiv unter Druck, diese entkommen zu lassen. Allerdings widersetzt sie sich diesem Druck standhaft.
In seinem letzten Fall Brüder geht Flemming in Vorruhestand. Der den Kommissar Flemming verkörpernde Schauspieler Martin Lüttge war zu diesem Zeitpunkt 53 Jahre alt.

### Kriminalkommissarin Miriam Koch
Miriam Koch (gespielt von Roswitha Schreiner) ist die junge – im ersten Fall 28-jährige – Assistentin von Flemming. Sie kommt in das Team, nachdem Flemming bereits lange Zeit bei seinem Vorgesetzten um einen „dritten Mann“ gebeten hatte. Sie hat Soziologie studiert, dort aber keinen Abschluss erreicht („sonst müsste ich mich nicht mit anderen auf die A13-Stelle bewerben“).
Koch ist die Tochter eines Staatssekretärs im Düsseldorfer Innenministerium (laut Ballauf „ganz alte Düsseldorfer Dynastie“), behält diese Tatsache aber möglichst für sich. Bis zur Versetzung zur Mordkommission leitete sie ein Projekt zur Fanbetreuung.
Koch schafft es, durch ihr jugendliches Aussehen und ihre offene, freundliche Art oft in Kontakt zu Personen zu kommen, die sonst eher nicht mit der Polizei reden würden. Sie ist intelligent, durchsetzungsfähig (besonders in „Tod eines Wachmanns“ zu beobachten) und trägt häufig mit unkonventionellen Ideen wesentlich zur Lösung eines Falles bei. Außerdem hat sie den Vorteil, dass sie – auch aufgrund ihrer geringen Körpergröße – häufig von Kriminellen unterschätzt wird.
Miriam Koch tritt als ausgesprochen attraktive Ermittlerin auf, die sich damit bewusst von dem spröden Charme der bis dahin im Tatort aktiven Frauen (z. B. Kommissarinnen Buchmüller, Wiegand und Odenthal) abhebt. So ist sie praktisch immer im Minirock zu sehen. 
Zwischen den drei Charakteren kommt es niemals zu einer Beziehung, obwohl auch Flemming und Ballauf Kochs Aussehen nicht entgeht (Flemming bei einer Personenbeschreibung in „Das Kind mit der Puppe“ über Koch: „Sehr jung, sehr hübsch“.) Miriam Koch ist mit dem Staatsanwalt Heinz(i) Dombrowski (Oliver Lentz) liiert, der sie in der letzten Folge, als sie von ihm schwanger ist, auch heiratet.

### Kriminalhauptmeister Max Ballauf

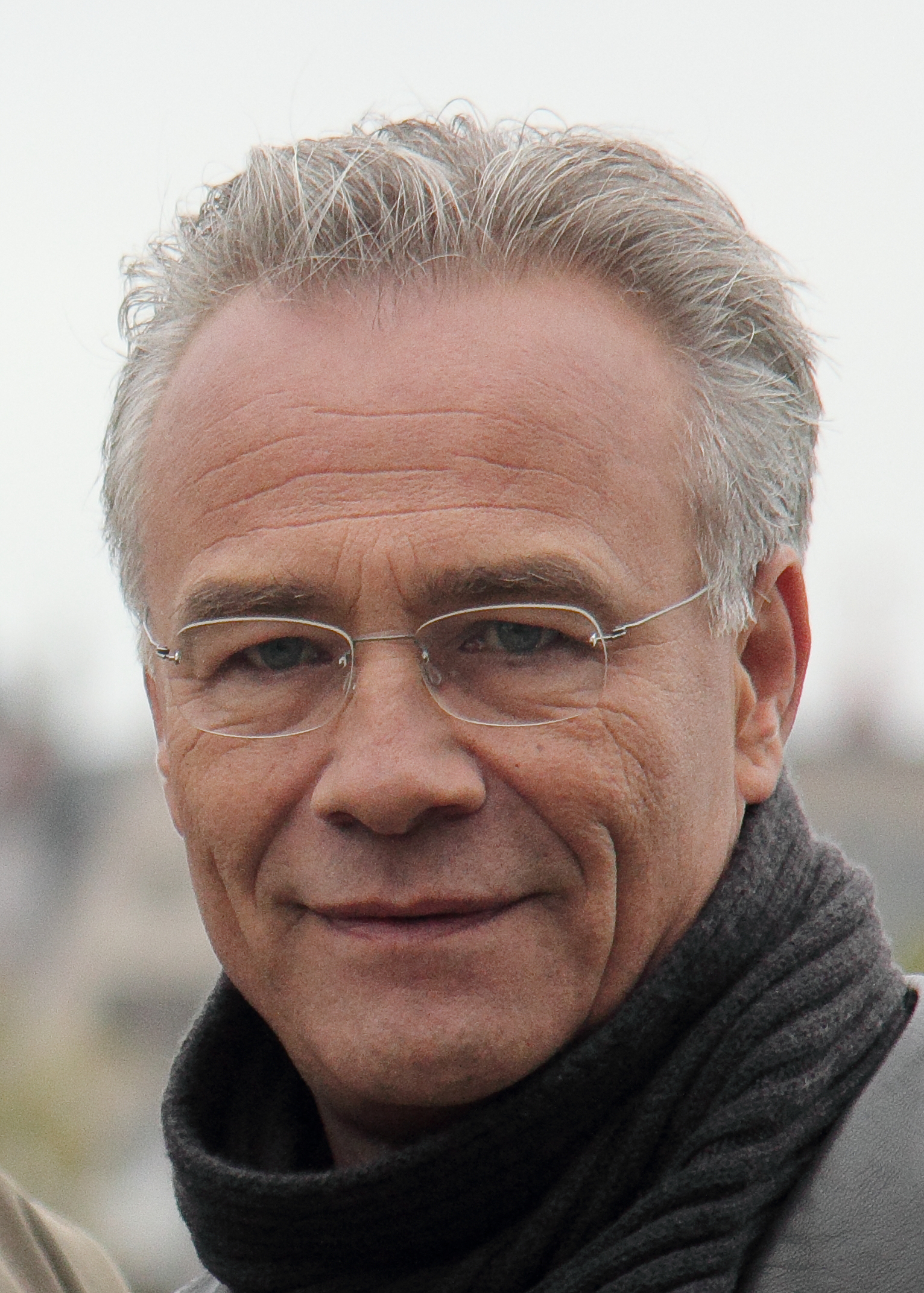
Klaus Behrendt spielt Max Ballauf

Max Ballauf (gespielt von Klaus J. Behrendt) ist der dritte Ermittler des Teams. Er ist schon länger dabei, allerdings als Kriminalhauptmeister die rangniedrigste der drei Figuren. Im Gegensatz zu der aus wohlhabendem Hause stammenden Miriam Koch ist er in einfachen Verhältnissen aufgewachsen und glänzt laut seinen Kollegen mit „proletarischem Charme“. Ballauf ist verheiratet und hat (mindestens) zwei Kinder, von denen besonders am Anfang häufig die Rede ist (bei seinen späteren Ermittlungen als Leiter der Kölner Mordkommission wird hingegen häufig suggeriert, er sei stets Single gewesen).
Als Kriminalbeamter ist Ballauf übereifrig und in seinem Ermittlungsdrang kaum zu bremsen. Allerdings überschreitet er dabei oft die Grenzen legalen Vorgehens und wird dabei auch einige Male erwischt. So nutzt er den Dienstwagen für private Fernreisen, bricht gewaltsam in eine Kreditvermittlung ein oder versieht bei einer Geldübergabe die Tasche, trotz ausdrücklichen Verbots, mit einem Peilsender.
Nur dem Eintreten seines Chefs ist es zu verdanken, dass Ballauf mehrfach haarscharf an einer Disziplinarmaßnahme vorbeischrammt.
Neben seiner Tätigkeit bei der Mordkommission besitzt Ballauf noch zahlreiche – während der Serie wechselnde – Nebenjobs. Er ist daher immer in Eile, will häufig vor Feierabend gehen, hat gewaltigen Terminstress und kann sich teilweise nur sehr eingeschränkt den Ermittlungen widmen.
In „Der Mörder und der Prinz“ beispielsweise betreibt Max ein italienisches Restaurant (oder ist dort zumindest in leitender Position tätig); ein andermal organisiert er eine Fensterputzfirma, muss dort aus Personalmangel sogar selbst tätig werden und wird dabei von seinem Chef und Koch erwischt. In „Die Frau an der Straße“ kündigt Ballauf bei der Polizei, beteiligt sich aber privat noch an den Ermittlungen, indem er in einer verdächtigen Klinik einen Job als Krankenpfleger annimmt.
Danach wandert Ballauf mit seiner Familie nach Kanada aus und will dort ein neues Leben in einem Hunting- and Fishing-Ressort beginnen. Dies misslingt jedoch und nach der Trennung von seiner Frau zieht es ihn zur Polizeiarbeit zurück und er arbeitet bei einer US-amerikanischen Spezialeinheit, der Drug Investigation Agency. Dort beginnt er ein Verhältnis zu einer Kollegin namens Eileen, die während eines Polizeieinsatzes ums Leben kommt. Ballauf nimmt sich dies schwer zu Herzen und wird nach einer alkoholisierten Autofahrt und einem Missverständnis mit einem Streifenpolizisten verhaftet.
Sein Chef sorgt dafür, dass er das Land verlassen kann, und bietet ihm eine Stelle als Leiter der Kölner Mordkommission an. Dort bildet er zusammen mit Hauptkommissar Freddy Schenk (Dietmar Bär) das eigenständige Tatort-Team Ballauf und Schenk.

### Nebenfiguren
- Hilde Flemming (Kerstin de Ahna) – Ex-Frau von Flemming
- Ingo Flemming (Thomas Flach) – Sohn von Flemming
- Sonja (Marlen Breitinger) – Lebensgefährtin von Flemming
- Heinz(i) Dombrowski (Oliver Lentz) – Staatsanwalt; Kochs Freund, später Ehemann
- Kriminalrat Tejung (Dirk Galuba), Dienstvorgesetzter

## Fälle
| Fall | Titel                     | Erstausstrahlung | Folge | Regie             | Gastdarsteller                                                     | Anmerkungen                  |
| ---- | ------------------------- | ---------------- | ----- | ----------------- | ------------------------------------------------------------------ | ---------------------------- |
| 1    | Der Mörder und der Prinz  | 17. Mai 1992     | 258   | Kaspar Heidelbach | Jürgen Schmidt, Uwe Ochsenknecht, Nicole Heesters, Brigitte Janner |                              |
| 2    | Unversöhnlich             | 4. Okt. 1992     | 263   | Ilse Hofmann      | Heinz Baumann, Hannelore Hoger, Andrea Sawatzki, Christoph M. Ohrt |                              |
| 3    | Tod eines Wachmanns       | 25. Okt. 1992    | 265   | Ilse Hofmann      | Ulrich Pleitgen, Ralph Herforth, Ralph Schicha                     |                              |
| 4    | Flucht nach Miami         | 18. Apr. 1993    | 274   | Ulrich Stark      | Heiner Lauterbach, Ulrich Gebauer, Ulrike Mai                      |                              |
| 5    | Gefährliche Freundschaft  | 11. Juli 1993    | 277   | Ulrich Stark      | Ivan Desny                                                         |                              |
| 6    | Deserteure                | 19. Dez. 1993    | 285   | Ilse Hofmann      | Heinz Schubert, Stefan Reck, Jürgen Tonkel                         |                              |
| 7    | Mord in der Akademie      | 24. Apr. 1994    | 290   | Ulrich Stark      | Joachim Kemmer, Anne Kasprik, Rufus Beck, Markus Knüfken           |                              |
| 8    | Die Frau an der Straße    | 14. Aug. 1994    | 295   | Ilse Hofmann      | Andrea Sawatzki, Rüdiger Joswig, Armin Rohde                       | letzter Fall mit KHM Ballauf |
| 9    | Die schwarzen Bilder      | 17. Apr. 1995    | 308   | Erwin Keusch      | Katja Flint, Lara Joy Körner                                       |                              |
| 10   | Tod eines Auktionators    | 25. Juni 1995    | 313   | Erwin Keusch      | Saskia Vester                                                      |                              |
| 11   | Herz As                   | 30. Juli 1995    | 316   | Ulrich Stark      | Arthur Brauss, Jasmin Tabatabai, Max Herbrechter                   |                              |
| 12   | Der Spezialist            | 1. Jan. 1996     | 323   | Markus Fischer    | Rolf Hoppe, Claudine Wilde, Christian Tasche                       |                              |
| 13   | Heilig Blut               | 14. Jan. 1996    | 324   | Hartmut Griesmayr | Maria Schell, Ina Weisse                                           |                              |
| 14   | Das Mädchen mit der Puppe | 8. Apr. 1996     | 330   | Markus Fischer    | Udo Kier, Julia Palmer-Stoll                                       |                              |
| 15   | Brüder                    | 23. März 1997    | 354   | Hartmut Griesmayr | Ulrich Gebauer, Rita Lengyel                                       |                              |

### Gastauftritt
- Direkt ins Herz
Tatort-Folge 449, EA 6. August 2000, Regie: Wolfgang Panzer

Ballauf bittet seinen ehemaligen Chef, ihm von einem Raubüberfall in Düsseldorf zu berichten, den Flemming damals bearbeitet hatte. Flemming kommt dazu ins Präsidium nach Köln und sie sprechen über die „alten Zeiten“.

## Besonderheiten

### Der Ermittlungsort Düsseldorf
Die Fälle wurden in der Bavaria Film in München gedreht, die meisten Außenaufnahmen stammen auch aus der bayrischen Landeshauptstadt. Lediglich von einer Rheinbrücke wurde als markantes Merkmal Düsseldorfs in fast jedem Flemming-Tatort eine Aufnahme einer Autofahrt über diese Brücke eingefügt. Diese Tatsache wurde vom WDR nie offiziell eingeräumt, erst Jahre nach der Ausstrahlung haben dies Lüttge und Schreiner in der Sendung Ein roter Teppich für den WDR-Tatort zugegeben.

### Dienstwagen
Während im ersten Fall das Team noch auf einen einzigen Opel Vectra A als Dienstwagen zurückgreifen muss, steht ab dem zweiten Fall („Wir haben da wohl einen Gönner im Innenministerium“ – eine Anspielung auf Kochs Vater) ein weiterer Wagen – ein Opel Omega A – zur Verfügung. Dieser Wagentyp wird auch die ganze Reihe hindurch verwendet. Die Farbe ändert sich bisweilen, später wird auch ein Opel Omega B verwendet, das Kraftfahrzeugkennzeichen bleibt jedoch immer das gleiche.
Koch fährt privat – wie auch zum Teil dienstlich – ein schwarzes Sportcoupé vom Typ Nissan 100 NX.
Max Ballauf ist nur einmal in seinem Privatwagen zu sehen, als er – völlig übermüdet von seinem Nebenjob – einen Auffahrunfall verursacht. Er ist dort in einem Opel Kadett C zu sehen.

### Grund für das Ende des Teams
In einem Interview im Februar 2006 mit der Zeitschrift „Linse“ erläutert Roswitha Schreiner, wie es zum relativ frühzeitigen Ende des Teams kam. So habe der WDR bereits 1993 die Schauspieler Lüttge und Schreiner gefragt, ob sie den Tatort-Vertrag über 1996 hinaus bis ins Jahr 2000 verlängern wollten. Da die Zeitspanne beiden zu unüberschaubar erschien und sie zunächst ausprobieren wollten, wie sich das Spielen in Zweier-Konstellation entwickele (der Ausstieg Behrendts stand damals schon fest), erbaten sich beide eine gewisse Bedenkzeit, um diese Entscheidung treffen zu können. Diese wollte der WDR aber nicht zugestehen und machte bereits zu diesem Zeitpunkt den Vertrag mit Behrendt und Bär für die Nachfolge des Flemming-Teams perfekt.

### Sonstiges
Flemming und Koch siezen sich konsequent: er nennt sie beim Vornamen, während sie es bei dem Titel „Chef“ belässt. Ballauf und Flemming siezen sich auch, jedenfalls meistens. Sehr konsequent ist das seltsamerweise allerdings nicht gehandhabt worden, in eher privaten Szenen wird sich auch häufig geduzt. Koch und Ballauf duzen sich (fast) von Anfang an.